# علاء عطية
علاء عطية (مواليد 3 يونيو 1990 في غزة، فلسطين) هو لاعب كرة قدم فلسطيني يلعب حاليا لنادي الدوري الأردني اليرموك على سبيل الإعارة من اتحاد الشجاعية.

## وصلات خارجية
- علاء عطية على موقع قاعدة بيانات كرة القدم.إي يو (الإنجليزية)
- علاء عطية على موقع ناشيونال فوتبول تيمز (الإنجليزية)
- علاء عطية على موقع كووورة